# Dijsselhofkliniek
{{Infobox ziekenhuis
| naam                   = Dijsselhofkliniek
| logo                   = 
| afbeelding             = 2020 Dijsselhofplantsoen 14 (3).jpg
| onderschrift           = Dijsselhofplantsoen 14 (2020)
| plaats                 = Amsterdam
Dijsselhofplantsoen 14
| land                   =  Nederland
| organisatie            = 
| gesticht in            = 1931
| startbouw              = [[1929[]]
| opening                = 1931
| sluiting               = 1 juli 1989
| directeur              = 
| website                = 
| type                   = klein ziekenhuis
| verbonden universiteit = 
| medewerkers            = 
| bedden                 = 30
| spoedopname            = 
| specialisatie          = 
| architect              = Hendrik Wijdeveld
| monumentstatus         =
| monumentnummer         =
| afbeelding2            = 
| onderschrift2          = 
| afbeelding3            = 
| onderschrift3          = 
}}
De Dijsselhofkliniek was een relatief klein ziekenhuis, gevestigd aan het Dijsselhofplantsoen in Amsterdam-Zuid.

## Geschiedenis
Een deel van het gebouw Dijsselhofplantsoen 14 uit 1929 van architect Hendrik Wijdeveld werd in 1931 in gebruik genomen door vrouwenarts Rudolf Theodor Meurer (1898-1979), zoon van gynaecoloog en roeier Rudolf Meurer en Alberdina Meursing. Het groeide in 1953 uit tot een kraamkliniek voor de minderbedeelden. Begin jaren zestig werd het omgebouwd tot klein ziekenhuis, in 1988 vierde het zijn zesentwintigjarig bestaan; het had toen dertig bedden. Het was gespecialiseerd in plastische chirurgie, spataderen, oogheelkunde, maar ook nog steeds gynaecologie. Voordat de VU de transgenderzorg op zich nam vonden operaties in deze kliniek plaats.
Het betekende tevens het einde van het ziekenhuis, dat door bezuinigingen in de zorg zijn deuren moest sluiten. Het bood tot het eind toe kleinschalige zorg; de ziekenhuizen concentreerden zich in steeds groter wordende medische centra. Het sloot op 1 juli 1989 zijn deuren vanwege de beddenreductie, geëist door het ministerie van Welzijn, Volksgezondheid en Cultuur. Een aantal artsen vertrok naar Medisch Centrum Jan van Goyen en de Boerhaave kliniek; die laatste sloot haar deuren in 1994.